# 유수파 무코코
유수파 무코코(독일어: Youssoufa Moukoko, 2004년 11월 20일 ~ )는 독일의 축구 선수로, 현재 덴마크 수페르리가의 코펜하겐에서 스트라이커로 활약하고 있다.